# 丕平·卡洛曼
意大利的丕平（義大利語：Pipino d'Italia，法语：Pépin d'Italie），出生名为卡洛曼（義大利語：Carloman，777年4月—810年7月8日），是法兰克王国査理曼（Charlemagne）的三子和加洛林王朝的伦巴第国王（781年—810年）。
丕平是査理曼与第二繼妃赫德嘉（Hildegard）的次子。他出生時的名字為卡洛曼，但後來被重新起用王室名字名為丕平（即是他同父異母的兄駝背丕平（Pepin the Hunchback）以及他的祖父矮子丕平（Pepin the Short）的名字）。公元781年，他的父親査理曼征服伦巴底王国，教皇哈德良一世（Adrian I）以鐵王冠加冕査理曼後，丕平被任命為“意大利國王”。
此後，丕平統治着倫巴第並積極擴大法蘭克帝國。791年，他帶領倫巴第軍隊進入德拉瓦河谷並蹂躪潘諾尼亞，而他的父親亦沿多瑙河進軍阿瓦爾人的領土。792年，查理曼因应对撒克遜人起義而退出征战，丕平與弗留利公爵埃里克（Eric）繼續攻擊阿瓦爾人的"環形據點"。阿瓦爾人的首都堡壘大環形據點先後兩次被征服。戰利品被送往亞琛給查理曼，后重新分配給他的追隨者甚至其他外國統治者，包括麥西亞國王奧法（Offa）。796年，丕平成功迫使阿瓦尔人可汗投降后，一首庆祝诗篇，《丕平在阿瓦尔的胜利》（De Pippini regis Victoria Avarica）被创作出来。这首诗篇在维罗纳创作，其为799年后意大利王国首都以及加洛林文艺复兴运动在意大利的中心。一部对城市的颂词《维罗纳之歌》（Versus de Verona）同样表达了对丕平国王的赞美。哥达手抄本（Codex Gothanus）赞颂了丕平对贝内文托的征战以及将科西嘉“从摩尔人的压迫中拯救出来”。
公元810年，丕平帶領軍隊圍攻威尼斯，圍城持续了六個月但仍未攻下，丕平的軍隊因屯兵沼澤而爆發疫病被迫撤軍，幾個月後丕平在米蘭去世了。王位由査理大帝特定交予丕平的私生子伯纳德（Bernard）繼承。